# Prodiplosis myricae
Prodiplosis myricae är en tvåvingeart som först beskrevs av Beutenmuller 1907.  Prodiplosis myricae ingår i släktet Prodiplosis och familjen gallmyggor.
Artens utbredningsområde är New Jersey. Inga underarter finns listade i Catalogue of Life.